# Sluis & Groot
Sluis & Groot was een Nederlands bedrijf dat zich bezighield met de productie en veredeling van zaden en de handel daarin. Na verschillende fusies en overnames is het in Enkhuizen gevestigde bedrijf nu deel van S&G, een handelsmerk van het bedrijf Syngenta.

## Geschiedenis

### Negentiende eeuw
De geschiedenis van het bedrijf begon toen Nanne Jansz. Groot uit Andijk besloot zelf zaden te gaan telen en deze binnen en buiten West-Friesland aan de man te brengen. De zaken namen een grote vlucht, en toen hij in 1855 overleed, namen zijn zonen en hun zwagers de zaak over. Pieter Sluis kreeg daarbij de handel in de provincies Gelderland, Overijssel en Zeeland, Pieter Groot kreeg Friesland en Groningen, en Simon Groot kreeg Noord- en Zuid-Holland. Een generatie later, op 1 juli 1867, richtten Nanne Sluis Pietersz. en Nanne Groot Simonsz. te Andijk de firma Sluis & Groot op. Acht jaar later kwam ook Simon Groot Simonsz. erbij. Het bedrijf was toen reeds verhuisd van Andijk naar het veel beter bereikbare Westeinde van Enkhuizen.. Een broer van Nanne Sluis, Jacob Sluis, wilde voor zichzelf beginnen. De gebroeders Sluis verdeelden de exportmarkt netjes onder elkaar, en samen met zijn jongere broer Joost begon Jacob een bedrijf dat later Royal Sluis zou worden. Onder de leiding van Nanne Sluis, Nanne Groot en Simon Groot groeide het bedrijf Sluis & Groot, en leverde het zaaizaad in binnen- en buitenland, onder andere in de Verenigde Staten en Rusland.

### Zaadunie
In 1963 fuseerden enkele familiebedrijven tot de Zaadunie B.V. De grootste van deze bedrijven waren Sluis & Groot, en het uit het Westland afkomstige Pannevis Zaden. De namen Sluis & Groot en Zwaan-Pannevis bleven in gebruik als handelsnamen. Het in Enkhuizen gevestigde deel van het bedrijf telde begin jaren 90 zo'n 550 medewerkers; de totale omzet van de Zaadunie was in 1986 ongeveer f 250 miljoen (± € 113 miljoen).

### Internationale overnames
In 1980 nam het Zwitserse chemieconcern Sandoz de Zaadunie over. De naam bleef vooralsnog nog in gebruik, maar in de jaren 90 werd de Zaadunie hernoemd in S&G Sandoz Seeds. In 1996 fuseren Sandoz en Ciba-Geigy tot Novartis. In 2000 werden de agrarische onderdelen van Novartis en die van AstraZeneca samengevoegd onder de naam Syngenta.

## Huidige situatie
Door alle internationale tumult heen bleef de merknaam S&G in gebruik, en na de laatste fusie omvat
S&G alle bloemenzaden van Syngenta, en de groentezaden in Europa, het Midden-Oosten, Afrika en Azië. Het voormalige Sluis & Groot is nu deel van dit bedrijfsonderdeel. Naar eigen zeggen is S&G in Europa nr. 3 voor groentezaden. Een groot deel van de productie, de verwerking en de R&D vindt nog steeds plaats in Enkhuizen en omstreken.